# 铁狼 (组织)
铁狼（Geležinis Vilkas）是由立陶宛总理奥古斯丁纳斯·沃尔德马拉斯领导的半官方性质的军事化组织，活跃于1928年—1930年。1927年末，执政党立陶宛民族主义者联盟为压制反对力量而以意大利法西斯主义组织黑衫军为范本组建铁狼组织。该组织不对外公开自身性质；自1928年5月起，“铁狼”的官方性质为体育联盟。该组织曾监视政敌，动用力度有限的人身胁迫手段，发动政治宣传。该组织曾有过逾4000名成员。
1929年9月，沃尔德马拉斯被解除总理职务，安塔纳斯·斯梅托纳曾试图任命自己的亲信为新一任总理。此举失败后，铁狼组织于1930年5月24日正式解散。但沃尔德马拉斯的支持者们依旧活跃。他們策划过几场反沃尔德马拉斯政变，而且越来越同情法西斯主义，在德国占领立陶宛期间经常与纳粹合作。1941年，为支持亲纳粹的立陶宛民族主义党，铁狼组织曾短暂重新组建起来。